# Panameričke igre 2015.
Panameričke igre 2015. službeno i XVII. Panameričke igre ili PanAm Toronto 2015 (eng. 2015 Pan American Games, fra. Jeux panaméricains de 2015 à Toronto) bile su međunarodni višešportski događaj koji je održan kao 17. izdanje Panameričkih igara pod vodstvom i upravom Panameričkog športskog saveza (PASO-a). Igre su održane od 10. do 26. srpnja 2015. u kanadskom Torontu. To su bile treće Igre kojima je domaćin bio neki kanadski grad, a prvi put je domaćin bio iz pokrajine Ontario. Športska natjecanja održana su u dvoranama i na igralištima u Torontu i okolnom kraju zvanom "Zlatna potkova".
Igre su ugostile 6132 natjecatelja iz 41 države Sjeverne i Južne Amerike, što ih je činilo do tada najvećem održanom višešportskom događaju u Kanadi, u smislu broja natjecatelja, kojih je bilo više nego na Zimskim olimpijskim igrama 2010. u Vancouveru. Osim po broju natjecatelja, Igre su ostale upamćene i po tome što su 45% od ukupnoj broja športaša bile žene, čime su oborile rekord u zastupljenosti žena na nekom višešportskom međunarodnom natjecanju. Natjecatelji su se natjecali u 364športska natjecanja iz 36 športova, od kojih je 28 bilo zastupljeno i Olimpijskim igrama 2016. u Rio de Janeiru. Na Igrama su prvi put održana natjecanja u kanu slalomu i golfu za muškarce odnosno momčadi i baseball, kanu šprint i ragbi sa sedam igrača za žene odnosno djevojčadi.

## Vanjske poveznice
- toronto2015.org  Arhivirana inačica izvorne stranice od 28. studenoga 2017. (Wayback Machine) - službene stranice natjecanja (engl.)